# Bodhe
Bodhe (* 985; † 1058) war ein schottischer Prinz.
Bodhe war der Sohn von Kenneth III. von Schottland und der Vater von Gruoch sowie ein Freund von Findláech von Moray, Macbeths Vater. Er ordnete die Heirat (1032) von Macbeth mit seiner Tochter Gruoch an, die es Macbeth ermöglichte, den Thron von Schottland 1040 zu beanspruchen.
1057 bestieg sein Enkel Lulach den Thron von Schottland und herrschte bis 1058.